# Cima Belfiore
La Cima Belfiore è una montagna dell'Appennino Tosco-Emiliano alta 1.810 metri.

## Geografia
Ubicata al confine tra Emilia e Toscana, tra i comuni di Ventasso (fino al 2015 comune di Collagna), (Reggio Emilia), e Fivizzano, (Massa-Carrara), in Lunigiana, la montagna si trova a poche centinaia di metri dal confine col territorio del comune di Sillano, in provincia di Lucca.

## La Montagna
Il territorio circostante la Cima Belfiore è particolarmente pendente e ostico. Dal versante emiliano si dipana la Valle di Belfiore, mentre dal versante lunigianese comincia uno dei rami del torrente Mommio, affluente del torrente Rosaro che poi riversa le sue acque nell'Aulella.

## Percorsi
A pochi chilometri dalla montagna, la quale è distante da strade e paesi, quasi isolata, si trovano il Monte La Nuda (1.895 m) e i moderni impianti sciistici di Cerreto Laghi, frazione di Collagna, in prossimità del Passo del Cerreto.